# ヘッド・オブ・ステイト
「ヘッド・オブ・ステイト」（英：Heads of State）は、2025年のアメリカ合衆国のアクションコメディ映画。2025年7月2日にAmazon Prime Videoで世界で一斉配信された。監督はイリヤ・ナイシュラー。主演のイドリス・エルバとジョン・シナの「ザ・スーサイド・スクワッド “極”悪党、集結」(2021)以来の共演作となる。

## あらすじ
トマト祭りで賑わうスペイン ブニョール。MI6の女性諜報員ノエル・ビセット率いるMI6とCIAの合同捜査チームは、ロシアの武器商人ヴィクトル・グラドフが現れるという情報を得て祭りの会場を監視していた。しかしこれはグラドフの策略で、工作員らは皆殺しにされ「エシュロン」にアクセスするリンクを奪われてしまう。
同じ頃、ハリウッドスター出身の合衆国大統領ウィル・デリンジャーは、英国首相サム・クラークと面会するためイギリスを訪問していた。不仲で知られる2人だが、両国の結束を世界にアピールしようとイタリアのトリエステで開催されるNATO首脳会談に揃って参加することになる。
エアフォースワンでイタリアに向かう途中、べラルーシ上空でテロリストの攻撃を受けた。エアフォースワンが墜落する映像と共に首相と大統領の死亡が大々的に報じられたが、2人は間一髪パラシュートで脱出した。そしてベラルーシの農家の女性に助けられ、ワルシャワのCIAの隠れ家に辿り着いた。
一方、グラドフはエシュロンの乗っ取りに成功。彼らは数十年に渡って行われてきたNATOの極秘活動に関する文書を暴露し、世界中の国々を混乱に陥れる。さらにエシュロンの顔認識システムを使って首相と大統領が生存しワルシャワにいることを確認した。
殺し屋が隠れ家を襲撃するが、CIA職員のカマーが自らを犠牲にして2人を守り抜いた。そこにトマト祭りの銃撃戦で唯一生き残ったビセットが合流し、ビセットは事件の経緯を説明した。数年前、NATOはグラドフの核研究施設を空爆し、施設にいたグラドフの息子を殺害した。グラドフの目的はNATOへの報復と、世界中を混乱させ戦争を引き起こすことだった。事態を収拾すべく3人はトリエステ行きの列車に乗るが、またしてもグラドフの殺し屋が後を追った。

## 出演
| 役名                     | 俳優                               | 役柄                    | 日本語吹替 |
| ------------------------ | ---------------------------------- | ----------------------- | ---------- |
| サム・クラーク           | イドリス・エルバ                   | イギリス首相            | 東地宏樹   |
| ウィル・デリンジャー     | ジョン・シナ                       | 合衆国大統領            | 森川智之   |
| ノエル・ビセット         | プリヤンカー・チョープラー         | MI6の諜報員             | 小松由佳   |
| ヴィクトル・グラドフ     | パディ・コンシダイン               | ロシアの武器商人        | 黒田崇矢   |
| エリザヴェス・カーク     | カーラ・クギーノ                   | 副大統領                | 本田貴子   |
| アーサー・ハモンド       | スティーブン・ルート               | ハッカー                | 辻親八     |
| マーティー・カマー       | ジャック・クエイド                 | CIAワルシャワ支部の職員 | 佐藤せつじ |
| シモーヌ・ブラッドショー | サラ・ナイルズ                     | 合衆国大統領主席補佐官  | 反町有里   |
| クインシー・ハリントン   | リチャード・コイル                 | 英国首相首席補佐官      | 星智也     |
| キャット・デリンジャー   | クレア・フォスター                 | 合衆国大統領夫人        | 木村香央里 |
| トーマス・クーパー       | シャールト・コプリー               | MI6の諜報員             |            |
| ジャック・ゴードン       | エイドリアン・ルーキス             | 記者                    | 武田太一   |
| 農婦                     | インゲボルガ・ダクネイト           | ベラルーシ人の農婦      |            |
| ポーランド警察の警官     | イリヤ・ナイシュラー（カメオ出演） | パトカーを奪われる警官  |            |

## 製作・撮影
2020年10月にamazon MGMスタジオが製作を行うと発表され、早い段階でイドリス・エルバとジョンシナの主演が決まった。監督はイリヤ・ナイシュラーが選ばれ、翌年4月にプリヤンカー・チョープラーの名前が挙がった。
撮影は2023年5月からロンドンとリヴァプールで始まり、7月後半から8月にかけてイタリア・トリエステに移り、その後フランス・ニース近郊のソスペルという小さな村でスペインのトマト祭りのシーンを撮影した。本物のトマトを使う許可が下りなかったため、似た素材とVFXで大量の潰れたトマトを表現した。翌年5月にはセルビアのベオグラードでベラルーシのシーンの撮影が行われた。
イギリス・サリー州のロングクロススタジオでは、エアフォースワンとワルシャワの隠れ家の大がかりなセットが作られた。カーチェイスの車内のシーンはフランス・ニースにあるヴィクトリーヌ・スタジオで撮影されている。

## その他
- イリヤ・ナイシュラー監督は作品を作る際、子供の頃に見た「大災難P.T.A.」（1987）と「ミッドナイト・ラン」(1988)を意識したという。
- 当初の脚本では主人公の2人は元軍人だったが、ナイシュラーはコメディ要素を強調しやすいようにとアクション映画スター出身の大統領に変更した。
- スポーツバイクが疾走するシーンのコミカルな演出は、ナイシュラーが最も影響を受けたというウェス・アンダーソン監督へのリスペクトである。これはデリンジャー大統領の「ウェス・アンダーソンと仕事をしたかった」というセリフにも表れている。
- ナイシュラーはパトカーを奪われる制服警官の役でカメオ出演している。
- ワルシャワの隠れ家の呼び鈴にある「P. Pogorzelski 」という名前は「Mr.ノーバディ」の撮影監督のパヴェル・ポゴジェルスキのことである[3]。
- ベラルーシに映画のような深い森はない。森が出てくるのはセルビアで撮影したため。

## 評価
レビュー・アグリゲーターのRotten Tomatoesで102件のレビューのうち71%の好評価を得ている。Metacriticでは17件のレビューを基にした平均点は57/100となった。専らイドリス・エルバとジョン・シナの軽快なやり取りに好意的な意見が集まった。